# Memorial do Porto e Arqueologia
O Memorial do Porto e Arqueologia é um espaço museológico localizado no Armazém 1 da Companhia das Docas do Pará (atual Complexo Estação das Docas), na cidade de Belém, capital do Pará. A mostra permanente conta a história do porto e sua relação econômica com a cidade de Belém, e o acervo apresenta ainda itens arqueológicos relacionados aos costumes amazônicos.

## Exposição permanente
A mostra de longa duração do Memorial do Porto e Arqueologia chama-se "Memória do Porto de Belém" e apresenta a história e a relação econômica entre a área portuária e a cidade entre os séculos XVII e XX. Além disso, o acervo do memorial reúne objetos relacionados às atividades portuárias, como cartas náuticas, diários, bússolas, um telégrafo de manobra e mesmo um marégrafo, usado para registrar automaticamente o nível das marés (restaurado em 2020).

Outra parte do acervo, de caráter arqueológico, apresenta cerca de 150 peças coletadas durante as escavações realizadas ao longo da restauração do próprio Complexo Estação das Docas. É composta por louças, itens de artilharia, fragmentos cerâmicos e materiais construtivos das ruínas do antigo Forte São Pedro Nolasco.